# Епархия Баты
Епархия Баты (лат. Dioecesis Bataensis) — епархия Римско-католической церкви c центром в городе Бата, Экваториальная Гвинея. Расположена на западе региона Рио-Муни и включает в себя провинцию Литораль. Епархия Баты входит в митрополию Малабо. Кафедральным собором епархии Баты является церковь Богоматери Пиларской.

## История
9 августа 1965 года Римский папа Павел VI издал буллу Qui summi Dei, которой учредил апостольский викариат Рио-Муни, выделив его из апостольского викариата Фернандо-По (сегодня — Архиепархия Малабо).
3 мая 1966 года Римский папа Павел VI издал буллу Christi mandatum, которой возвёл апостольский викариат Рио-Муни в ранг епархии и одновременно переименовал его в епархию Баты.
15 октября 1982 года епархия Баты передала часть своей территории в пользу возведения новой епархии Эбебьина.

## Ординарии епархии
- епископ Рафаэль Мария Нзе Абуй (9.08.1965 — 9.05.1974);
- епископ Анаклето Сима Нгуа (19.11.1982 — 11.05.2002);
- епископ Хуан Матого Ояна (11.05.2002 — по настоящее время).